# Martynia annua
Martynia annua är en martyniaväxtart som beskrevs av Carl von Linné. Martynia annua ingår i släktet Martynia och familjen martyniaväxter. Inga underarter finns listade i Catalogue of Life.

## Bildgalleri

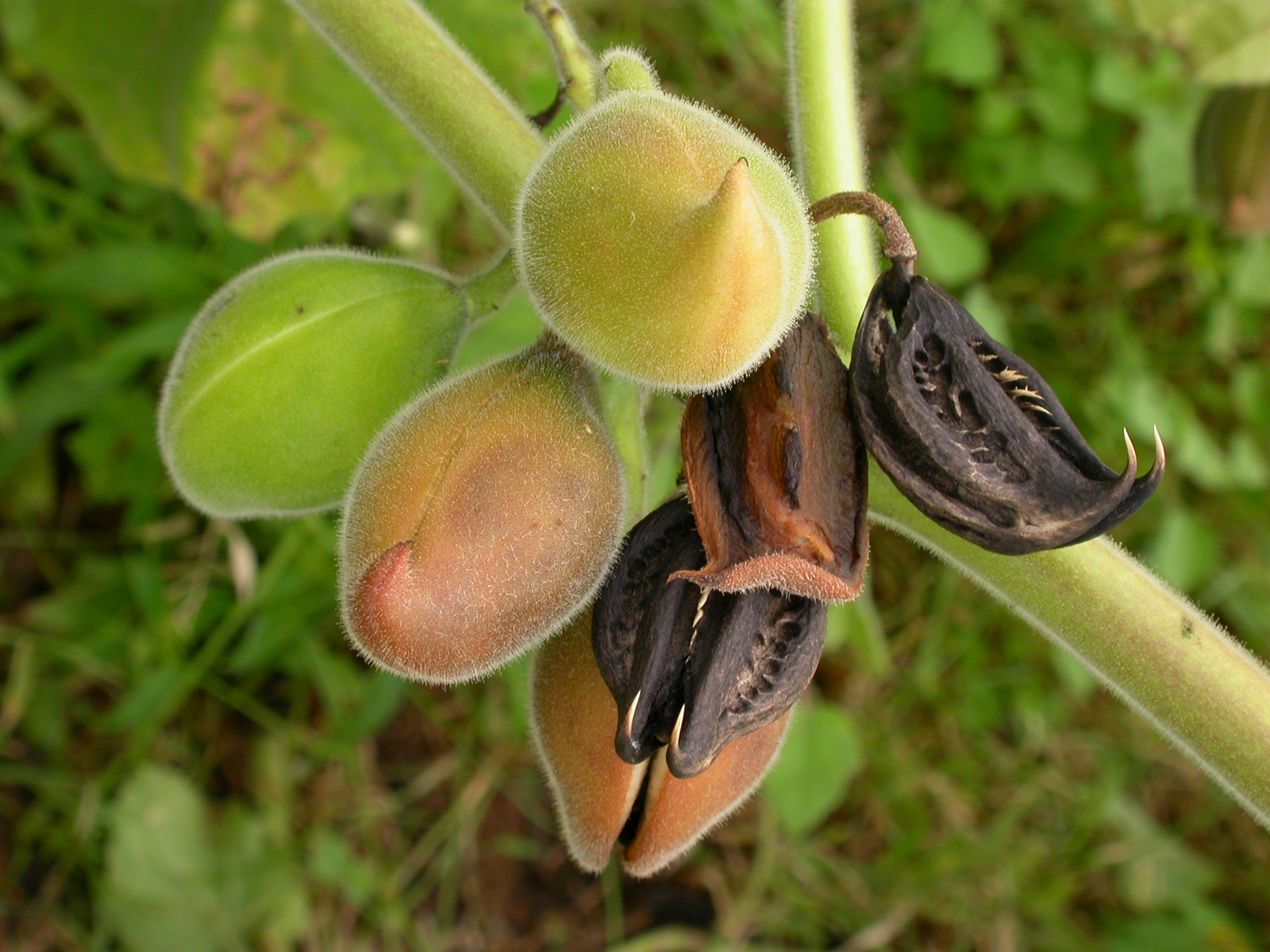
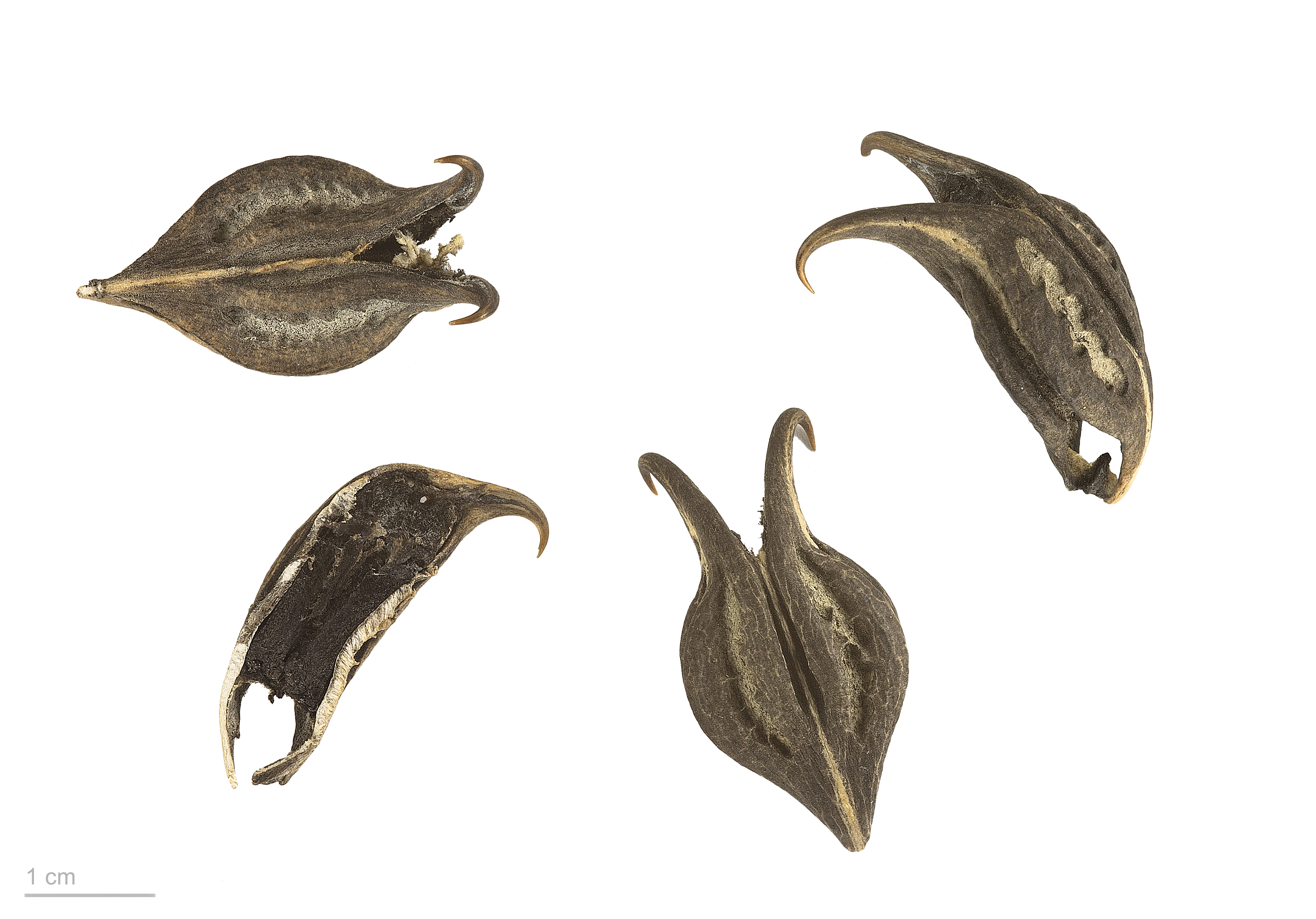
Martynia annua - Museum specimen